# Mogami (tàu tuần dương Nhật)
Mogami (最上 Tối Thượng) là một tàu tuần dương hạng nặng của Hải quân Đế quốc Nhật Bản, là chiếc dẫn đầu trong lớp của nó bao gồm bốn chiếc. Tên của nó được đặt theo con sông Mogami trong khu vực Tohoku của Nhật Bản. Nó từng hoạt động trong Chiến tranh thế giới thứ hai và bị đánh chìm vào ngày 25 tháng 10 năm 1944 trong Trận chiến eo biển Surigao.

## Thiết kế và chế tạo
Được chế tạo trong Chương trình Tăng cường Hạm đội 1931, những chiếc trong lớp Mogami được thiết kế bởi Yuzuru Hiraga, và được chế tạo như những tàu tuần dương "hạng nhẹ" theo quy định của Hiệp ước Hải quân Washington; nhưng áp dụng những kỹ thuật mới nhất, trang bị năm tháp pháo đa dụng ba nòng 155 mm (6,1 inch) có góc nâng lên đến 55°. Để giảm trọng lượng, người ta áp dụng kỹ thuật hàn điện, sử dụng nhôm trong chế tạo cấu trúc thượng tầng, và chỉ có một ống khói duy nhất. Kiểu động cơ turbine hộp số mới, cùng với dàn hỏa lực phòng không rất hùng hậu, cho phép chúng có tốc độ rất nhanh và bảo vệ tốt.
Chúng tỏ ra khá lớn so với những chiếc tàu tuần dương hạng nhẹ, và các tháp súng được thiết kế sao cho có thể nhanh chóng chuyển đổi sang kiểu pháo 203 mm (8 inch) nòng đôi. Dù sao, lớp Mogami cũng mắc phải một số vấn đề kỹ thuật do thiết bị chưa được thử nghiệm và trọng lượng bên trên quá nặng tạo ra sự mất ổn định khi đi ngoài biển khơi trong thời tiết xấu.
Mogami được hoàn tất tại Xưởng hải quân Kure vào ngày 28 tháng 7 năm 1935. Đến năm 1937 cả bốn chiếc trong lớp đều được "cải biến" thành những tàu tuần dương hạng nặng với mười khẩu pháo chính cỡ nòng 203 mm (8 inch).

## Lịch sử hoạt động

### Giai đoạn mở màn Thế Chiến II
Vào đầu năm 1941, từ căn cứ tiền phương của nó ở Hải Nam, Mogami tham gia vào việc chiếm đóng Nam Kỳ tại Đông Dương sau khi Đế quốc Nhật Bản và chính phủ Vichy đạt được thỏa thuận về việc sử dụng các căn cứ không quân và hải quân tại đây từ tháng 7 năm 1941. Vào lúc diễn ra trận tấn công Trân Châu Cảng, Mogami được giao nhiệm vụ hỗ trợ cuộc chiếm đóng Malaya trong thành phần Hải đội Tuần dương 7 thuộc Hạm đội Viễn chinh Phương Nam 1 của Phó Đô đốc Ozawa Jisaburo, trực tiếp bảo vệ cho các cuộc đổ bộ quân Nhật lên Singora, Patani và Kota Bharu.
Vào tháng 12 năm 1941, Mogami được giao nhiệm vụ chiếm đóng Sarawak, cùng với tàu tuần dương Mikuma hỗ trợ cuộc đổ bộ quân Nhật xuống Kuching. Vào tháng 2 năm 1942, Mogami được giao nhiệm vụ bảo vệ các cuộc đổ bộ tại Java, Borneo và Sumatra. Ngày 10 tháng 2, Mogami và tàu tuần dương Chokai bị tàu ngầm Mỹ USS Searaven tấn công với bốn quả ngư lôi, nhưng tất cả đều kh̀ông trúng đích.

### Trận chiến eo biển Sunda
Lúc 23 giờ 00 ngày 28 tháng 2 năm 1942, Mogami và Mikuma, tàu tuần dương hạng nhẹ Natori cùng các tàu khu trục Shikinami, Shirakumo, Murakumo, Shirayuki, Hatsuyuki và Asakaze đã đối đầu cùng tàu tuần dương Mỹ USS Houston và tàu tuần dương Australia HMAS Perth bằng hải pháo và ngư lôi sau khi các tàu chiến Mỹ tấn công các tàu vận tải Nhật Bản tại eo biển Sunda. Cả hai chiếc Houston và Perth đều bị đánh chìm trong trận đánh này, trong khi phía Nhật bị thiệt hại chiếc tàu vận tải Ryujo Maru cùng Trung tướng Imamura Hitoshi Tư lệnh Tập đoàn quân 16 Nhật.
Sang tháng 3, Mogami cùng Hải đội Tuần dương 7 đặt căn cứ tại Singapore để hỗ trợ cho cuộc đổ bộ quân Nhật lên Sumatra và chiếm đóng quần đảo Andaman.

### Không kích Ấn Độ Dương
Từ ngày 1 tháng 4 năm 1942, Hải đội Tuần dương 7 đặt căn cứ tại Mergui, Miến Điện hợp cùng Hải đội Tuần dương 4 để tham gia cuộc không kích Ấn Độ Dương. Mikuma, Mogami và tàu khu trục Amagiri được tách ra để thành lập "Đội phía Nam" với vai trò truy lùng các tàu buôn đối phương trong khu vực vịnh Bengal; trong khi Chōkai, tàu tuần dương hạng nhẹ Yura thuộc Hải đội Khu trục 4 và các tàu khu trục Ayanami, Yūgiri, Asagiri và Shiokaze đảm trách các khu vực phía Bắc. Trong quá trình chiến dịch, "Đội phía Nam" đã đánh chìm được các tàu buôn Anh Dardanus tải trọng 7.726 tấn, Ganara 5.281 tấn và Indora 6.622 tấn đang trên đường từ Calcutta đến Mauritius.
Ngày 22 tháng 4 năm 1942, Hải đội Tuần dương 7 quay trở về Kure, và Mogami vào ụ tàu để được đại tu. Ngày 26 tháng 5, Hải đội Tuần dương 7 đi đến Guam để hỗ trợ cho Đội vận chuyển Đổ bộ của Chuẩn Đô đốc Tanaka Raizo đang chuẩn bị cho trận Midway.

### Trận Midway
Ngày 5 tháng 6 năm 1942, Đô đốc Yamamoto Isoroku, Tư lệnh Hạm đội Liên hợp Nhật Bản đã ra lệnh cho Hải đội Tuần dương 7 tiến hành bắn pháo xuống đảo san hô Midway nhằm chuẩn bị cho cuộc đổ bộ lên đảo này. Lúc đó, Hải đội Tuần dương 7 và Hải đội Khu trục 8 còn cách mục tiêu 660 km (410 dặm), nên họ lao đi với tốc độ lên đến 65 km/h (35 knot); và vì biển động nên những chiếc tàu khu trục bị tụt lại. Đến 21 giờ 20 phút, mệnh lệnh bị hủy bỏ. Tuy nhiên, sự di chuyển đã đặt Hải đội Tuần dương 7 vào trong tầm bắn ngư lôi của chiếc tàu ngầm Mỹ USS Tambor, vốn bị tàu tuần dương Kumano phát hiện. Với tư cách soái hạm, Kumano ra lệnh chuyển hướng đồng loạt 45° sang mạn trái để tránh nguy cơ trúng ngư lôi. Mệnh lệnh chuyển hướng khẩn cấp được chiếc soái hạm và chiếc Suzuya thực hiện đúng, nhưng chiếc thứ ba trong đội hình Mikuma đã sai lầm thực hiện chuyển hướng 90°. Phía sau nó, Mogami chuyển hướng 45° như được chỉ thị, và điều này đã dẫn đến việc va chạm, khi Mogami đâm mạnh vào hông chiếc Mikuma bên mạn trái ngay bên dưới cầu tàu. Mũi của chiếc Mogami bị biến dạng và nó bị hư hỏng nặng; trong khi bồn chứa dầu bên mạn trái chiếc Mikuma bị vỡ và nó bị tràn dầu, nhưng dù sao thiệt hại đối với nó là nhẹ. Các tàu khu trục Arashio và Asashio được lệnh ở lại phía sau để hộ tống Mogami và Mikuma. Sáng hôm sau, 6 tháng 6 năm 1942 lúc 05 giờ 34 phút, Mikuma và Mogami đang rút lui bị tấn công từ trên tầm cao bởi tám máy bay ném bom Boeing B-17 Flying Fortress xuất phát từ Midway, nhưng tất cả các quả bom đều trượt. Đến 08 giờ 05 phút, sáu chiếc máy bay ném bom bổ nhào Douglas SBD Dauntless thuộc Thủy quân Lục chiến cùng sáu chiếc Vought SB2U Vindicator từ Midway lại tấn công Mikuma và Mogami nhưng chúng chỉ ném được những quả bom suýt trúng đích.
Mikuma và Mogami đang trên đường hướng đến đảo Wake khi chúng lại bị tấn công. Lần này là ba đợt máy bay ném bom bổ nhào với tổng cộng 31 chiếc SBD Dauntless xuất phát từ các tàu sân bay USS Enterprise và USS Hornet. Mikuma trúng ít nhất năm quả bom và bốc cháy. Các quả ngư lôi của nó phát nổ, và các vụ nổ thứ phát đã phá hủy toàn bộ con tàu. Arashio và Asashio mỗi chiếc trúng một quả bom. Mogami trúng sáu quả bom. Tháp pháo số 5 hoàn toàn bị phá hủy và có 81 thành viên thủy thủ đoàn thiệt mạng. Tuy nhiên, sĩ quan chỉ huy việc kiểm soát hư hỏng, Thiếu tá Masayushi Saruwatari, đã phóng bỏ các quả ngư lôi và thuốc súng, giúp cứu được con tàu khi một quả bom đánh trúng gần các ống phóng ngư lôi.

### Nghỉ ngơi tại Nhật Bản
Mogami lại gia nhập Hải đội Tuần dương 7 vào ngày 8 tháng 6 năm 1942, và được sửa chữa tại Truk. Ngày 20 tháng 6, Chuẩn Đô đốc Nishimura Shoji tiếp nhận quyền chỉ huy Hải đội Tuần dương 7, và đơn vị này được chuyển sang Hạm đội 3. Mogami được cho quay trở về Nhật Bản, và từ ngày 25 tháng 8 trải qua một đợt cải biến lớn tại Xưởng hải quân Sasebo, nâng cấp khả năng mang theo máy bay nhằm tăng cường khả năng trinh sát của hạm đội. Các tháp súng số 4 và số 5 được tháo bỏ, hầm đạn phía sau được cải tạo lại để chứa nhiên liệu máy bay và đạn dược. Sàn tàu phía sau được kéo dài và được trang bị một hệ thống đường ray để có thể mang được 11 thủy phi cơ trinh sát Aichi E16A Zuiun ("Paul"). Các khẩu pháo phòng không nòng đôi 25 mm và súng máy 13 mm được thay thế bằng 10 tháp súng ba nòng 25 mm Kiểu 96; và nó cũng được trang bị radar dò tìm trên không Kiểu 21. Vì kiểu máy bay mới E16A chưa sẵn sàng, ba chiếc máy bay cánh kép hai chỗ ngồi Mitsubishi F1M2 Kiểu 0 ("Pete") và bốn chiếc thủy phi cơ ba chỗ ngồi Aichi E13A1 Kiểu O ("Jake") được nhận lên tàu. Công việc cải tạo được hoàn tất vào ngày 30 tháng 4 năm 1943, và Mogami được bố trí về Hạm đội 1.
Ngày 22 tháng 5, Mogami bị va chạm với chiếc tàu chở dầu Toa Maru trong vịnh Tokyo và bị hư hại nhẹ. Ngày 8 tháng 6, Mogami neo đậu tại Hashirajima bên cạnh chiếc thiết giáp hạm Mutsu khi chiếc này nổ tung và chìm một cách bí ẩn. Mogami đã thả xuồng tìm cách cứu vớt những người sống sót và truy tìm kẻ tấn công nhưng đều thất bại. Ngày 9 tháng 7 năm 1943, Mogami rời Nhật Bản đi đến Truk cùng với một đoàn tàu vận tải lớn chở binh lính và tiếp liệu; lực lượng này bị tấn công bất thành bởi tàu ngầm Mỹ USS Tinosa; và sau khi đến được Truk, chiếc tàu tuần dương tiếp tục đi đến Rabaul.
Từ tháng 8 đến tháng 11, Mogami thực hiện nhiều chuyến đi từ Truk để truy tìm hạm đội Mỹ và phản ứng lại các đợt tấn công thăm dò của Mỹ tại quần đảo Marshall. Từ ngày 3 tháng 11, các Hải đội Tuần dương 4, 7 và 8 được bố trí đến mặt trận tại quần đảo Solomon để tấn công lực lượng Mỹ ngoài khơi đảo Bougainville. Trong khi đang neo đậu tại Rabaul vào ngày 5 tháng 11, Mogami bị một máy bay ném bom bổ nhào SBD Dauntless cất cánh từ tàu sân bay USS Saratoga tấn công đánh trúng một quả bom 225 kg (500 lb). Chiếc tàu tuần dương bị bốc cháy và 19 thủy thủ thiệt mạng.
Sau khi được sửa chữa tại Truk, Mogami được lệnh quay về Nhật Bản. Tại Kure từ ngày 22 tháng 12 năm 1943, tám khẩu đội phòng không 25 mm Kiểu 96 nòng đơn được trang bị bổ sung trên sàn phía sau, nâng tổng cộng lên 38 nòng súng. Công việc tái trang bị hoàn tất vào ngày 8 tháng 3 năm 1944, và Mogami quay lại Singapore một tuần sau đó.

### Trận chiến biển Philippine
Ngày 13 tháng 6 năm 1944, Đô đốc Soemu Toyoda, Tư lệnh Hạm đội Liên hợp, ra lệnh bắt đầu Chiến dịch "A-Go" để bảo vệ quần đảo Mariana. Mogami được phân về "Lực lượng B" của Chuẩn Đô đốc Takatsugu Jojima cùng với các tàu sân bay Junyō, Hiyō và Ryūhō và thiết giáp hạm Nagato, được bố trí phía sau "Lực lượng Tiên phong C" của Phó Đô đốc Kurita Takeo.
Lúc 05 giờ 30 phút, Mogami phóng ra hai chiếc thủy phi cơ trinh sát để phát hiện lực lượng đối phương. Sau đó, máy bay của Hạm đội Di động Nhật Bản đã tấn công Lực lượng Đặc nhiệm 58 Mỹ ngoài khơi Saipan, nhưng đã phải chịu đựng thiệt hại rất lớn trong "Cuộc săn vịt trời Marianna vĩ đại", một tên lóng mà phi công Mỹ đặt cho cuộc không chiến trong Trận chiến biển Philippine. Sau đó, lúc 20 giờ 30 phút ngày 20 tháng 6, tàu sân bay Hiyō bị nổ tung và chìm chỉ hai giờ sau khi bị đánh trúng ngư lôi bởi máy bay Grumman TBM Avenger từ tàu sân bay Mỹ USS Belleau Wood. Đêm hôm đó, Mogami rút lui cùng với phần còn lại của hạm đội về Okinawa.
Quay trở lại Kure ngày 25 tháng 6, Mogami lại được tái trang bị một lần nữa. Bốn tháp pháo ba nòng và 10 tháp súng nòng đơn 25 mm phòng không Kiểu 96 được bổ sung, nâng tổng cộng lên 60 nòng súng (14x3 và 18x1); đồng thời các hệ thống radar dò tìm mặt đất Kiểu 22 và dò tìm trên không Kiểu 13 cũng được trang bị. Ngày 8 tháng 7, Mogami khởi hành rời Kure hướng đến Singapore và sau đó là Brunei, tham dự các đợt huấn luyện hạm đội và tuần tra trong khu vực Singapore-Brunei cho đến tháng 10.

### Hải chiến vịnh Leyte
Vào cuối tháng 10, hạm đội Nhật Bản được tập trung tại Brunei nhằm đối phó với mối đe dọa Đồng Minh sẽ đổ bộ lên Philippines. Sáng ngày 24 tháng 10 năm 1944, Phó Đô đốc Nishimura ra lệnh phóng một trong những thủy phi cơ của Mogami để thám sát khu vực vịnh Leyte. Chiếc máy bay báo cáo nhìn thấy bốn thiết giáp hạm, hai tàu tuần dương và khoảng 80 tàu vận tải ngoài khơi khu vực đổ bộ; cùng bốn tàu khu trục và nhiều tàu tuần tra-phóng lôi (PT boat) ở gần eo biển Surigao. Thêm vào đó, máy bay tuần tiễu còn báo cáo về một lực lượng 12 tàu sân bay bỏ túi và 10 tàu khu trục cách 64 km (40 dặm) về phía Đông Nam đảo Leyte. Sau đó, lực lượng Nhật Bản bị tấn công trong vùng biển Sulu bởi 26 máy bay cất cánh từ các tàu sân bay USS Enterprise và Franklin. Mogami chỉ bị thiệt hại nhẹ bởi súng máy càn quét và rocket.
Trong trận chiến eo biển Surigao lúc rạng sáng ngày 25 tháng 10, từ 03 giờ 00 đến 03 giờ 30 phút, lực lượng Nhật bị các tàu tuần tra-phóng lôi PT boat và tàu khu trục Mỹ tấn công. Các thiết giáp hạm Fuso và Yamashiro trúng ngư lôi, trong khi tàu khu trục Yamagumo bị đánh chìm và Michishio bị loại khỏi vòng chiến, nhưng Mogami vẫn được an toàn. Sau đó Fuso và Yamashiro đều bị nổ tung và chìm. Từ 03 giờ 50 phút đến 04 giờ 02 phút, sau khi đi vào eo biển Surigao, Mogami bị bắn trúng bốn quả đạn pháo 203 mm (8 inch) làm phá hủy cầu tàu và trung tâm chỉ huy phòng không, cả thuyền trưởng lẫn sĩ quan cao cấp đều thiệt mạng trên cầu tàu, nên sĩ quan điều khiển hỏa lực phải lên nắm quyền chỉ huy con tàu. Trong khi tìm cách rút lui về phía Nam, chiếc soái hạm của Phó Đô đốc Kiyohide Shima, tàu tuần dương Nachi, đã va chạm với Mogami. Mũi của chiếc Nachi bị hư hại, trong khi mạn phải của Mogami bị thủng một lỗ lớn bên trên mực nước, các đám cháy làm kích nổ năm quả ngư lôi và làm hư hại phòng động cơ bên mạn phải.
Từ 05 giờ 30 phút đến 05 giờ 35 phút, chiếc Mogami đã hư hại lại bị trúng thêm từ 10 đến 20 phát đạn pháo 152 mm (6 inch) và 203 mm (8 inch) từ các tàu tuần dương Mỹ USS Portland, USS Louisville và USS Denver. Đến 08 giờ 30 phút, động cơ bên mạn trái của Mogami ngừng hoạt động. Đến 09 giờ 02 phút, trong khi bị trôi không thể điều khiển, nó còn bị 17 máy bay ném bom- ngư lôi TBM-1 Grumman Avenger thuộc Đội Đặc nhiệm 77.4.1 tấn công, và trúng thêm hai quả bom 225 kg (500 lb).
Lúc 10 giờ 47 phút, Mogami bị bỏ lại. Đến 12 giờ 40 phút, tàu khu trục Akebono đánh chìm nó bằng một quả ngư lôi "Long Lance", và đến 13 giờ 07 phút, Mogami chìm tại tọa độ 09°40′B 124°50′Đ / 9,667°B 124,833°Đ. Akebono cứu được 700 người sống sót, nhưng có 192 thành viên thủy thủ đoàn chìm theo cùng con tàu.
Mogami được rút khỏi danh sách Đăng bạ Hải quân vào ngày 20 tháng 12 năm 1944.

## Danh sách thuyền trưởng
- Nam tước Samejima Tomoshige (sĩ quan trang bị trưởng): 14 tháng 3 năm 1934 - 28 tháng 7 năm 1935
- Nam tước Samejima Tomoshige: 28 tháng 7 năm 1935 - 15 tháng 11 năm 1935
- Itō Seiichi: 15 tháng 11 năm 1935 - 15 tháng 4 năm 1936
- Kobayashi Tetsuri: 15 tháng 4 năm 1936 - 1 tháng 12 năm 1936
- Seigo Takatsuka: 1 tháng 12 năm 1936 - 20 tháng 4 năm 1938
- Chiba Keizo: 20 tháng 4 năm 1938 - 15 tháng 11 năm 1939
- Izaki Shunji: 15 tháng 11 năm 1939 - 8 tháng 1 năm 1941
- Aruga Takeo: 8 tháng 1 năm 1941 - 10 tháng 9 năm 1941
- Soji Akira: 10 tháng 9 năm 1941 - 10 tháng 11 năm 1942
- Sasaki Seigo: 10 tháng 11 năm 1942 - 14 tháng 4 năm 1943
- Aitoku Ichiro: 14 tháng 4 năm 1943 - 10 tháng 4 năm 1944
- Toma Ryo: 10 tháng 4 năm 1944 - 25 tháng 10 năm 1944 (tử trận, được truy phong Chuẩn Đô đốc)